# Efren Ramirez
Efren Ramirez (Los Angeles, 2 oktober 1973) is een Hispanic-Amerikaans acteur van Salvadoraanse en Mexicaanse afkomst.

## Biografie

### Carrière
Ramirez begin zijn carrière met rollen in films, waaronder Napoleon Dynamite als Pedro Sanchez, Employee of the Month met Dane Cook, Jessica Simpson en Dax Shepard, Crank met Jason Statham, Searching for Mickey Fish met Daniel Baldwin en All You've Got met Ciara. Op 14 juli 2008 gaf Sierra Mist een aantal reclames uit, gericht op de multiculturele samenleving, waarin Efren in speelt. De eerste reclamespot heet "Wedding Girl", gevolgd door "Mannequin Man" en daarop volgt een online spotje, genaamd "The Whiner".

### Persoonlijk
Ramirez heeft twee broers, waarvan één zijn tweelingbroer is.
Ramirez heeft een huis voor z'n ouders gekocht met het geld dat hij verdiende met Napoleon Dynamite .
Hij was getrouwd met de Buffy the Vampire Slayer actrice Iyari Limón, voordat hun huwelijk ongeldig verklaard werd.

## Filmografie
| Film       | Film                                         | Film                            | Film                                                       |
| Jaar       | Film                                         | Rol                             | Opmerkingen                                                |
| ---------- | -------------------------------------------- | ------------------------------- | ---------------------------------------------------------- |
| 1994       | Tammy and the T-Rex                          | Pizza Boy                       |                                                            |
| 1995       | Jury Duty                                    | Werknemer van Pirate Pete       |                                                            |
| 1996       | Kazaam                                       | Carlos                          |                                                            |
| 1998       | Melting Pot                                  | Miguel Álvarez                  |                                                            |
| 1999       | King Cobra                                   | Tiener                          |                                                            |
| 2000       | Rave                                         | Bookie                          |                                                            |
| 2001       | Delivering Milo                              | Pooier                          |                                                            |
| 2004       | Napoleon Dynamite                            | Pedro Sanchez                   |                                                            |
| 2004       | Just Hustle                                  | Straatconnectie                 |                                                            |
| 2006       | Tomorrow's Yesterday                         | Ron                             |                                                            |
| 2006       | Gettin' Some Jail Time                       | Pico                            |                                                            |
| 2006       | Crank                                        | Kaylo                           |                                                            |
| 2006       | Employee of the Month                        | Jorge                           |                                                            |
| 2007       | Moola                                        | Hector                          |                                                            |
| 2007       | Crossing the Heart                           | Jesus                           |                                                            |
| 2008       | American Summer                              | Hector                          |                                                            |
| 2008       | National Lampoon's Ratko: The Dictator's Son | Ratko Volvic                    |                                                            |
| 2009       | Crank 2: High Voltage                        | Venus                           |                                                            |
| 2022       | Lightyear                                    | Sergeant Díaz                   | Stem                                                       |
| Televisie  |                                              |                                 |                                                            |
| Jaar       | Titel                                        | Rol                             | Opmerkingen                                                |
| 1996       | Relativity                                   | Xavier                          | Aflevering: "No Job Too Small"                             |
| 1997       | Dangerous Minds                              | Nutty                           | Aflevering: "The Feminine Mystique"                        |
| 1997       | Nothing Sacred                               | Guillermo                       | Aflevering: "A Bloody Miracle"                             |
| 1999       | Ryan Caulfield: Year One                     | Juan                            | Aflevering: "Nocturnal Radius"                             |
| 1999       | Chicken Soup for the Soul                    | Paco                            | Aflevering: "Paco Come Home"                               |
| 2000       | Missing Pieces                               | Renaldo                         |                                                            |
| 2000, 2001 | Boston Public                                | Amaad Wilkens                   | Aflevering: "Chapter Six" Aflevering: "Chapter Twenty-Two" |
| 2000, 2001 | Even Stevens                                 | Ziekenhuisbeveiliger            | Aflevering: "Scrub Day" Aflevering: "Easy Crier"           |
| 2003       | Judging Amy                                  | Ricky Diaz                      | Aflevering: "Picture of Perfect"                           |
| 2003       | ER                                           | Jimmy                           | Aflevering: "Death and Taxes"                              |
| 2004       | The District                                 | Fernando Guttierez              | Aflevering: "Ten Thirty-Three"                             |
| 2005       | George Lopez                                 | The New Class Treasurer         | Aflevering: "George's Extreme Makeover-Holmes Edition"     |
| 2005       | Robot Chicken                                | Pedro Sanchez/Domino's Pizzaman | Stem Aflevering: "The Black Cherry"                        |
| 2006       | Walkout                                      | Bobby Verdugo                   |                                                            |
| 2006       | All You've Got                               | Carlos                          | MTV                                                        |
| 2006       | MADtv                                        | Meerdere rollen                 | Aflevering: 12.3                                           |
| 2007       | El Tigre: The Adventures of Manny Rivera     | El Cucharón                     | Stem Aflevering: "The Bride of Puma Loco"                  |
| 2007       | American Dad!                                | Paco                            | Aflevering: "American Dream Factory"                       |
| 2007       | Celebrity Rap Superstar                      | Zichzelf                        |                                                            |
| 2007       | Scrubs                                       | Ricky                           | Aflevering: "My Growing Pains"                             |